# Umeå IK FF
Umeå IK FF (UIK FF) är en damfotbollsförening i Umeå. Den var tidigare del av alliansföreningen Umeå IK (grundad 1917) och blev 2011 en fristående förening.
Umeå IK:s fotbollssektion (som hade bedrivit herrfotboll sedan 1923) har sedan 1992 endast damfotboll på programmet, från en tid då damfotboll mestadels var både ifrågasatt och kraftigt underskattad av omvärlden. Ett improviserat A-lag debuterade i seriespel 1985 som amatörer i dåtidens fjärdedivision, med en skrällartad topplacering, och tio år senare kvalificerade sig ett elitsatsande UIK för första gången till Damallsvenskan i vilken föreningen 2022 spelade sin 22:a säsong och var under 2010-talet tvåa i dess maratontabell. 
Under perioden 1999–2009 dominerade ett stjärnspäckat UIK (bestående av diverse landslagsprofiler) såväl nationellt som internationellt, och blev det första svenska damfotbollslaget att utmärka sig för en stads identitet. UIK slutade då som topp två i Damallsvenskan, inklusive sju SM-guld (tre respektive fyra raka) vilket utgör näst flest SM-titlar av alla organisationer (efter FC Rosengård med sina tretton). Man deltog i fem finaler i Uefa Women's Cup, varav två raka – Sveriges enda – titlar (2002/2003 och 2003/2004). Därtill spelade UIK nio raka finaler i Svenska cupen (2001–2009), av vilka föreningen vann fyra, samt de fyra första upplagorna av Svenska Supercupen med seger i de två första.
År 2020 respektive 2021 blev föreningens F17- respektive F19-juniorlag svenska mästare, och med undantag för 2011 har juniorerna slutat som lägst tvåa i grundseriespel.

## Historia

### 1980-talet
I januari 1980 bildade tre pojkar från Umeå IK:s herr-juniorfotbollslag klubbens första flickfotbollslag, som enligt viss efterforskning var ett sätt för dessa pojkar (vilka var lagets tränare/ledare) att kunna umgås med jämnåriga flickor. Även yngre flickor droppade in, som året innan av kansliet hade nekats ett flicklag och hänvisades istället till Sandåkerns SK, men efter den lokala turneringen Korpen cup (i vilken laget vann de två första av tre utslagningsmatcher) på hösten samma år minskade intresset från de äldre spelarna och laget kom att läggas ned. Ur spillrorna bildades istället i november 1981 ett nytt lag för flickor/juniorer födda 1966–1968 som, utöver fem nybildade flicklag (för yngre åldrar) under följande två år, skulle komma att utgöra en stomme i det senior-damlag som grundades den 9 september 1984. Damlagets förste tränare var Roland Arnqvist, en målmedveten 21-åring som hade varit ledare för juniorlaget sedan 1983 efter att hans egen spelarkarriär i herrarnas A-lag knappt hann påbörjas innan han knäskadades. En annan framstående person i den utveckling som väntade var Carola Sundström, en av de unga debuterande spelarna som inom kort skulle bli lagkapten. Gammliavallen hade funnits för herrfotbollsektionen sedan 1925, vilken även skulle bli damernas hemmaplan (grusplanen fram till 1988, och därefter gräsplanen). Vid denna tid präglades svensk damfotboll av en stor expansion, dock med ett fortsatt begränsat allmänintresse men Roland Arnqvist såg till att hitta olika lösningar för att hans damlag skulle få träna på samma villkor som herrarna.
Debuten i seriesystemet gjordes 1985 i Division 4 (dåtidens fjärdedivision) Västerbotten där laget förlorade endast en av seriens tolv matcher och slutade på andra plats bakom Nordmaling som vann på målskillnad. Inför säsongen 1986 tillbringade laget påsklovet i sovjetska Tbilisi på träningsläger, där de fick möta bland andra regerande svenska mästarinnorna Öxabäcks IF i en träningsmatch (0–5). Umeå IK satsade på serieseger, och blev obesegrat med totalt 93–5 i målskillnad. För spel i Division 3 1987 inleddes ett marknadsföringsarbete med sponsring för att täcka resekostnaderna. En fjärdeplats som nykomling visade att laget höll måttet även i denna serie, och året därpå satsade Umeå IK för ytterligare ett kliv som resulterade i serieseger och avancemang till Division 2 efter kvalseger mot Assi IF med totalt 5–2. Mötet hemma på Gammliavallen (2–1) sågs av cirka 200 åskådare.

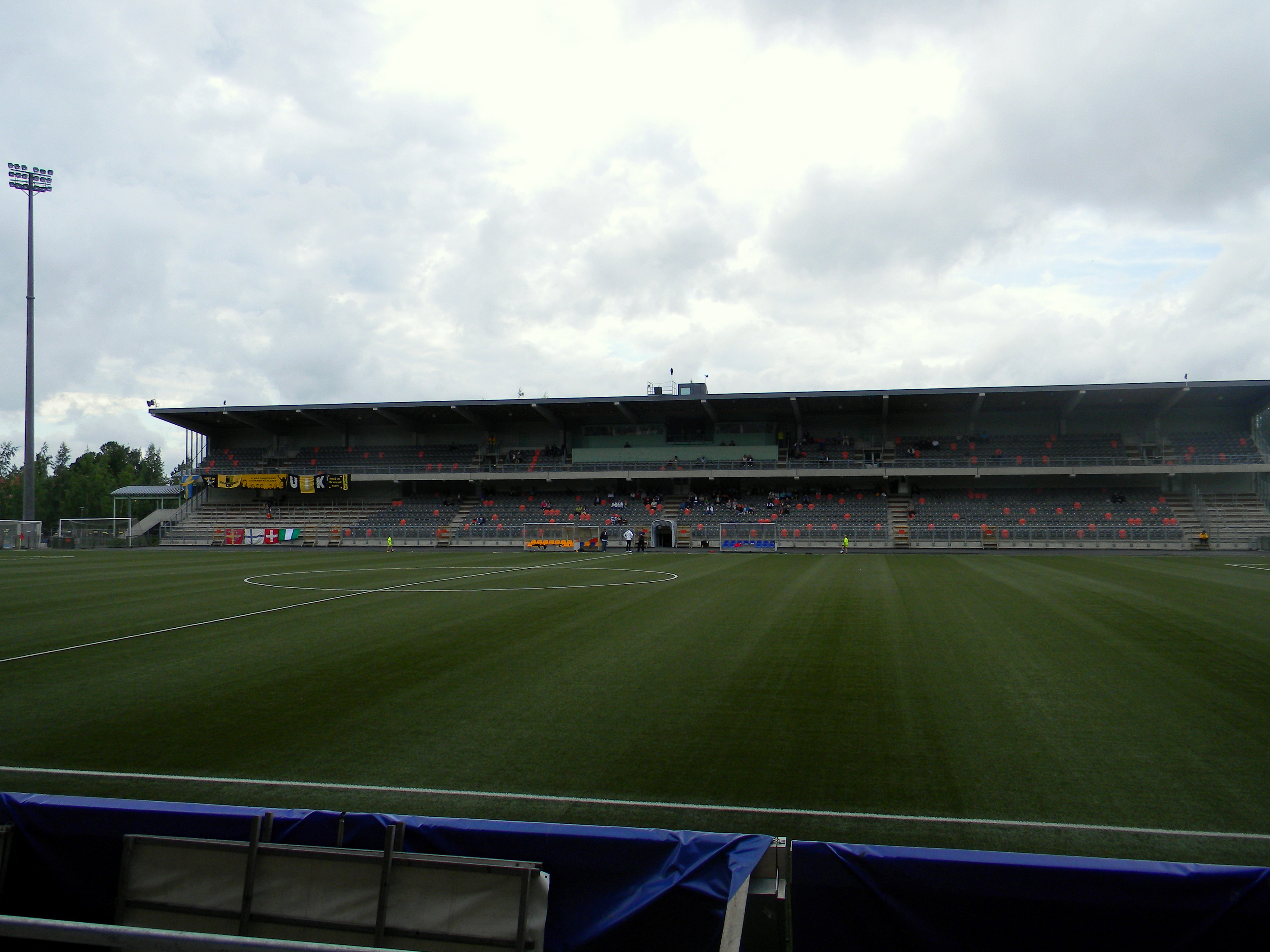
Umeå Energi Arena (tidigare Gammliavallen).

### 1990-talets första halva
I Division 2 1989 (den nya tredjedivisionen sedan 1988) befann sig ytterligare tre Umeå-lag sedan tidigare; Gimonäs CK, Sandåkerns SK och Umeå Södra FF. Umeå IK:s nya målsättning var att inom en snar framtid bli det ledande Umeå-laget, men 1989 kom ett skadedrabbat UIK att sluta på åttonde plats. Inför säsongen därpå var laget favorittippat, men hamnade på elfte plats och åkte ur serien. Ett krismöte hölls efter degraderingen angående lagets fortsatta existens, vilket ledde till att spelarna inför säsongen 1991 skrev kontrakt med klubben som en markering av Roland Arnqvist (i samarbete med filosofen Ingvar Johansson) för att deltagandet skulle bli mer disciplinerat och seriöst (efter att flera av spelarna bland annat hade nonchalerat träningar). Detta var unikt för ett damlag långt ner i seriesystemet men gav resultat direkt för UIK genom att först vinna sin första stora titel i form av inomhus-DM och i seriespelet 1991 återavancera till Division 2. Under åren hade laget genomgått mycket för marknadsföringen och pengainsamling, och i december 1991 agerade laget Luciatåg hos sponsorn Norrmejerier som ett villkor. 1992 skulle UIK ta revansch och etablera sig i Division 2, men laget skrällde och vann serien med två poäng före lokalrivalen Sandåkerns SK (vars spelare två år innan hade hånat UIK vid utslagningen då). I kvalet mot vinsttippade Härnösands SK vann UIK med totalt 1–0; hemmamatchen sågs av 600 personer, och efter den mållösa returmatchen i Härnösand hyllades UIK av Härnösandsklacken för dess speluppvisning under andra halvlek. Inför 1993 hade herrarnas A-lag lösts upp och slagits ihop med Mariehem SK, sedan klubben misslyckats med att rekrytera en ny lagledare trots kampen från damlagets ledare. Därmed kom all fotbollsfokus i Umeå IK att läggas på damsektionen som successivt höll på att utvecklas till en elitsatsning.
Umeå IK:s första säsong på andradivisionsnivå präglades av bottenstrid, som slutade med ett historiskt maktskifte i staden genom att UIK i den sista omgången spelade oavgjort borta mot Umeå Södra FF och höll sig därmed kvar i serien på bekostnad av lokalkonkurrenten. Inför säsongen 1994 fick Roland Arnqvist och Ingvar Johansson utstå kritik från lokal press och befolkning för att ha värvat fyra nordamerikanskor (Denise Ready, Christina Harsaghy, Jill Rutten och Rose Daley) istället för att satsa på norrländska spelare, där ledarnas förklaring var att vilja efterlikna Hammarby och Tyresö som haft framgång av utländska spelare. Dessa blev också lagets första professionella spelare, och flera av spelarna från damlagets ursprung började vara nöjda med sitt deltagande och valde således att lämna laget. UIK slutade på tredje plats, vilket amerikanskorna hade en betydande del i. Inför säsongen 1995 skedde en omorganisation, och bland andra den blivande landslagsstjärnan Malin Moström etablerade sig i truppen. 27-åriga norskan Kari Nielsen rekryterades som tilltänkt spelande tränare, men framkom dock att hon var allvarligt knäskadad. Nielsen blev ändå tränare, men orsakade ett infekterat klimat som höll på att lösa upp laget under vårsäsongen och när turbulensen kulminerade inför hösten sparkades hon trots att Umeå IK ledde serien. Roland Arnqvist, som hade blivit fotbollsansvarig, lyckades få ihop laget med den tidigare andretränaren Johan Norberg som ny huvudtränare – varefter Umeå IK i den sista omgången kom att säkra seriesegern med avancemang till Damallsvenskan efter 8–0 mot IK Huge.

### 1990-talets andra halva
Inför den allsvenska debuten 1996 hade Susanne Granberg rekryterats till klubben, som halvåret senare kom att bli marknadschef, och eftersom även Umeå FC avancerat till herr-allsvenskan samma säsong behövde Gammliavallen rustas upp (under tiden fick UIK använda Sandåkerns IP som hemmaplan). Ett intensivt arbete att skaffa sponsorer inleddes och den ekonomiska grunden för elitsatsningen började läggas, men misslyckandet var ett faktum när intäkterna visade sig ge 100 000 kronor i underskott av budgeten om 800 000 kronor. I truppen återfanns endast två spelare från ursprungslaget 1985. UIK slutade tia (tredje sist) vilket innebar nedflyttning, men hade under säsongen en topplacering i publikligan. Läktare vid bortamatcher däremot gapade så pass tomt att UIK inledde ett mångårigt marknadsföringsarbete som skulle få de andra lagen att inse vilken utvecklingspotential damfotboll hade som produkt. Tillbaka i Division 1 1997 satsade UIK för ett direkt återavancemang med en ung och utvecklingsbar spelartrupp, vilket också blev verklighet. När Tina Nordlund efter säsongen blev Umeå IK:s första spelare uttagen till landslaget, och Carola Sundström tilldelats ett stipendium för Bästa spelare i Västerbotten, började UIK:s spelare nå allmänt erkännande i Umeå.
Det direkta återtåget till Damallsvenskan 1998 skulle visa sig få en stor betydelse för klubbens närmaste framtid och målsättning om att kunna etablera sig i den högsta divisionen. Utöver Malin Moström och Tina Nordlund fanns landslagsprofilerna Hanna Ljungberg, Therese Kapstad och Frida Östberg i truppen. Laget slutade på sjätte plats, och med 852 åskådare i snitt per hemmamatch vann Umeå IK den damallsvenska publikligan för första gången. Inför säsongen 1999 rekryterades Richard Holmlund som tränare. Under dennes ledning kom träningsmängden att öka och Umeå IK tog ytterligare steg till att bli ett topplag, vilket visades av att UIK slutade som tabelltvåa. Damallsvenskan avgjordes vid denna tid genom slutspel och UIK förlorade i semifinalen mot Malmö FF. Nyanlända profiler var Hanna Marklund från den välmeriterade Skellefteåklubben Sunnanå SK (den enda från Norrland som tidigare vunnit stora titlar, bland annat två SM-guld), Maria Bergkvist från Bollsta IK samt återvändande Anna Sjöström från Hammarby. UIK vann åter publikligan, med ett snitt på 681 åskådare/match. Den 29 september 1999 fick Umeå IK för första gången arrangera en tävlingslandskamp, som ett förtroende för sina publiksiffror. Sverige–Frankrike (2–2) i EM-kvalet sågs av 7 511 åskådare, vilket överskred Gammliavallens kapacitet som för första gången behövde extraläktare vid en damfotbollsmatch.

### 2000-talet
År 2000 detroniserade UIK den dubbla regerande mästaren Älvsjö AIK genom att vinna sitt första SM-guld. Emma Lindqvist (intern skytteligavinnare) hade tillsammans med Sofia Eriksson och Linda Dahlqvist anslutit till en redan landslagsmeriterad spelartrupp, och publiksnittet uppgick detta år till 1484 åskådare. På den direktsända fotbollsgalan i november vädjade Diamantbollen-vinnaren Tina Nordlund om ökat utrymme, medialt intresse och mer resurser för damfotbollen.
2001 hade Umeå IK sju EM-silvermedaljörer från landslaget i truppen, fyra juniorer (Anna Paulsson, Maria Nordbrandt, Lotta Runesson och Madeleine Göras) kallades till A-landslagsträning och Hanna Ljungberg kom att bli tvåa i den allsvenska skytteligan med sina 26 mål. UIK vann Damallsvenskan för andra gången (inför publiksnittet 1906 åskådare/match), Svenska cupen samt även inomhus-SM för första gången. I och med det allsvenska guldet kvalificerade UIK sig för spel i den nystartade Uefa Women's Cup, i vilken laget tog sig till final men hade under finalmatchen mot Frankfurt en decimerad trupp (på grund av skador och avstängning) och förlorade. 2002 vann UIK sitt tredje [raka] SM-guld, och sin andra [raka] titel i Svenska cupen. Hanna Ljungberg gjorde 39 mål, vilket tangerade det allsvenska skytterekordet. Detta år hade också de finländska landslagsspelarna Sanna Valkonen och Laura Kalmari värvats. UIK var dock fortfarande inte ett helprofessionellt lag. 2001 omsatte klubben 3,5 miljoner, och dess eget kapital uppgick till drygt en halv miljon, kronor.
Säsongen 2003 började med att UIK stod som Europamästare efter finalvinst (totalt 7–1) mot danska Fortuna Hjörring i Uefa Women's Cup. En skrällartad förlust på bortaplan mot Sunnanå SK kom att avgöra slutstriden i Damallsvenskan, då UIK kom tvåa efter det nybildade (2003) laget Djurgården/Älvsjö. UIK kunde dock fira säsongens andra guld i och med ytterligare en titel i Svenska Cupen. Under hösten stod det klart att UIK lyckats värva den brasilianska stjärnan Marta till laget. Även 2004 blev UIK Europamästare, men efter en formsvacka på hösten gick både SM- och cupguldet till Djurgården/Älvsjö. UIK kom även att åka ur Uefa Women's Cup i höstens kvartsfinaler mot samma lag. UIK fick dock stor exponering i media, mycket med anledning av lagets nya superstjärna Marta (som förlängde sitt kontrakt), och för andra året i rad tilldelades UIK Fair Play-priset. UIK hade under 2004 både högst hemma- och bortasnitt, vilket utgjorde mer än hälften av Damallsvenskans totala publiksiffror, och omsättningen uppgick till omkring sju miljoner kronor (och hade vid denna tid 115 sponsorer och 350 ekonomiskt stöttande företag/organisationer i den så kallade Guldklubben).
2005 blev ett stort segertåg för UIK som gick obesegrade genom Damallsvenskan. Till denna säsong hade brasilianska Elaine, finländska Anne Mäkinen och Malmös backstjärna Karolina Westberg värvats till laget (och UIK lyckades efter säsongen behålla Marta). UIK vann sitt fjärde SM-guld, men blev dock förlust i finalen av Svenska cupen mot Djurgården/Älvsjö. UIK fick stor exponering i media och visades över 18 timmar i TV, vilket placerade laget bland topp tio för fotbollsklubbar i Sverige. Publiksnittet tog sig för första gången över 3 000 och hamnade på 3 271 personer per match. 2006 vann Umeå IK återigen Damallsvenskan och nådde final i Uefa Women's Cup (2006/2007), men publiksnittet halverades dock och för att inte segra ihjäl sig föreslog UIK att det borde återinföras en slutspelsserie som på 1990-talet. Efter fotbollsgalan hotade klubbens fotbollschef, Roland Arnqvist, med att inte låta laget åka på nästa gala då de inte vann något pris och för att världsstjärnan Marta inte ens fick en nominering.
2007 började tävlingssäsongen med att Umeå IK den 1 april vann den första upplagan av Svenska Supercupen, med 3–1 mot Linköpings FC på Norrköpings Idrottspark. Då Umeå IK den 10 maj bortaslog KIF Örebro med 2–1 i omgång 4 av Damallsvenskan 2007 var det 50:e raka matchen utan förlust i seriespelet, vilket därmed slog rekordet på 49 raka förlustfria matcher i Sveriges högsta fotbollsdivision som herrarna i Malmö FF satte åren 1949–1951. Efter 55 raka förlustfria matcher i Damallsvenskan bröts denna svit den 10 juni 2007 då UIK förlorade med 1–2 mot Djurgårdens IF på hemmaplan; UIK:s senaste förlust dessförinnan hade kommit mot Malmö FF den 9 oktober 2004, och den senaste hemmaförlusten var mot Djurgården/Älvsjö den 13 juni 2004. Den 15 augusti 2007 vann Umeå IK Svenska cupen för fjärde gången. I november 2007 släpptes boken Färdväg mot stjärnorna: Umeå IK:s damfotbollslag 1985–2005 av marknadschefen Susanne Granberg.
2008 vann Umeå IK på nytt Damallsvenskan; sitt fjärde raka (som första svenska damfotbollsklubb någonsin) och totalt sjunde SM-guld. UIK tog dessutom ytterligare en silverplats i Uefa Women's Cup (2007/2008) och Svenska cupen, och en titel i Svenska Supercupen. En av UIK:s toppspelare som kom att avsluta sin karriär under året var Frida Östberg, vilket skedde efter UIK:s storvinst över Arsenal i kvartsfinalen av Uefa Women's Cup 2008/2009 med 6–0 hemma. 2009 inleddes med beskedet att Marta slutar i Umeå IK för att istället spela för Los Angeles Sol. Mika Sankala tog över som ny tränare efter att André Jeglertz lämnat laget för Djurgårdens herrfotbollslag. I slutet av året bytte UIK åter tränare, till Joakim Blomqvist. Två andra stora förändringar i laget var att de bägge stjärnspelarna Lisa Dahlkvist och Ramona Bachman bytte klubb (Kopparberg/Göteborg respektive Atlanta Beat). Laget slutade tvåa i Damallsvenskan (en poäng efter mästaren Linköping) och såväl Svenska cupen som Svenska Supercupen, och nådde semifinal i Uefa Women's Champions League 2009/2010. Ekonomin hade dock under hösten blivit mycket ansträngd, genom att klubben i början av oktober 2009 hade tio dygn på sig att betala skulder i miljonbelopp från 2008 för att undvika konkurs (vilket klubben också lyckades med).

### 2010-talet
I januari 2010 återkom Tina Nordlund till klubben som assisterande tränare, och klubben genomgick en generationsväxling som innebar en i princip helt ny trupp. Umeå IK blev fjärderankad grupptvåa vilket innebar en missad sextondelsfinalplats i Uefa Women's Champions League 2010/2011, och laget förlorade även mötet i Svenska Supercupen. De ekonomiska problemen fortsatte även under 2010, vilket påverkade även lagets prestationer som för första gången sedan 1990-talet ej var med i toppstriden och slutade som allsvensk sjua.
Den 28 mars 2011 bildades den fristående föreningen Umeå IK Fotbollsförening, vilken den 1 april övertog alliansföreningen Umeå IK:s plats i Damallsvenskan och laget i sig. Hanna Ljungberg och Maria Bergkvist blev nya assisterande tränare. Laget slutade trea, och i slutet av augusti hade UIK FF fördubblat publiksnittet hemma jämfört med säsongen 2010. Efter en ny sjundeplats 2012 (liksom 2010 släppte UIK in näst flest mål av Damallsvenskans topp tio lag) och ekonomiskt miljonunderskott kom Umeå kommun att teckna ett treårigt sponsoravtal med klubben.
2013 hade UIK FF börjat om med en föryngrad trupp och slutade femma. 2014 kunde Damallsvenskan ses som en liga av världsklass, i vilken ett topptippat UIK FF slutade sexa och laget nådde semifinal i Svenska cupen. Jenny Hjohlman vann den interna skytteligan och blev meste svenska målskytt i Damallsvenskan med sina 12 mål.
2015 slutade UIK FF på åttonde plats efter ett flertal korsbandsskadedrabbade spelare som hade fått ersättas med juniorer. 2016 var UIK FF åter konkurshotad, men kunde på nytt räddas av bland andra Umeå kommun. Dock kom sportsliga resultat att utebli, och efter 1–1 på en vattenskadad plan borta mot Kristianstad i säsongens sista och avgörande omgång var degradering för 2000-talets fotbollsstormakt för damer i Sverige ett faktum. Västerbotten fick en dubbel smäll med damfotbollen 2016, genom att Sunnanå SK degraderades från Elitettan till tredjedivisionen.
Elitettan 2017 innebar en nystart och fullständig omorganisation för att i förstahand få en hållbar ekonomi, och ett ungt växande lag med lokala spelare som med en treårig framförhållning skulle kunna etablera sig i Damallsvenskan. Efter att ha slutat sexa 2017 och tia 2018 var föreningen redo att satsa på en topplacering i Elitettan 2019, och den 12 oktober 2019 blev UIK med två omgångar kvar klart för Damallsvenskan. Under de tre åren i Elitettan var Emma Åberg-Zingmark den enda kvarvarande spelaren från Umeå IK:s senaste guldsäsong (2008).

### 2020-talet
Säsongen 2020, vilken präglades av Coronapandemin, slutade Umeå IK med en elfteplats i Damallsvenskan och flyttades ner på målskillnad mot Eskilstuna. Säsongen därpå spelade laget i Elitettan, och den 9 oktober 2021 besegrade man IF Brommapojkarna med 6–2 på hemmaplan och kvalificerade sig därmed för spel i Damallsvenskan 2022 med fyra omgångar kvar. Den 5 november 2022 åkte Umeå IK återigen ur Damallsvenskan.

## Placering sedan damallsvenska debuten
| Säsong | Nivå | Liga           | Placering | Webbplats     | Notering                                            | Svenska cupen            |
| ------ | ---- | -------------- | --------- | ------------- | --------------------------------------------------- | ------------------------ |
| 1996   | 1    | Damallsvenskan | 10        | [ 34 ]        | Nedflyttad till Division 1 1997                     |                          |
| 1997   | 2    | Division 1     | 1         | [ 34 ]        | Uppflyttad till Damallsvenskan 1998                 |                          |
| 1998   | 1    | Damallsvenskan | 6         | [ 35 ]        |                                                     |                          |
| 1999   | 1    | Damallsvenskan | 2         | [ 36 ]        |                                                     |                          |
| 2000   | 1    | Damallsvenskan | 1         | [ 37 ]        |                                                     | Kvartsfinal              |
| 2001   | 1    | Damallsvenskan | 1         | [ 38 ]        |                                                     | Mästare                  |
| 2002   | 1    | Damallsvenskan | 1         | [ 39 ]        |                                                     | Mästare                  |
| 2003   | 1    | Damallsvenskan | 2         | [ 40 ]        |                                                     | Mästare                  |
| 2004   | 1    | Damallsvenskan | 2         | [ 41 ]        |                                                     | Final                    |
| 2005   | 1    | Damallsvenskan | 1         | [ 42 ]        |                                                     | Final                    |
| 2006   | 1    | Damallsvenskan | 1         | [ 43 ]        |                                                     | Final                    |
| 2007   | 1    | Damallsvenskan | 1         | [ 44 ]        |                                                     | Mästare                  |
| 2008   | 1    | Damallsvenskan | 1         | [ 45 ]        |                                                     | Final                    |
| 2009   | 1    | Damallsvenskan | 2         | [ 46 ]        |                                                     | Final                    |
| 2010   | 1    | Damallsvenskan | 7         | [ 47 ]        |                                                     | Kvartsfinal              |
| 2011   | 1    | Damallsvenskan | 3         | [ 48 ]        |                                                     | Kvalomgång 4             |
| 2012   | 1    | Damallsvenskan | 7         | [ 49 ]        |                                                     | Kvartsfinal              |
| 2013   | 1    | Damallsvenskan | 5         | [ 50 ]        |                                                     |                          |
| 2014   | 1    | Damallsvenskan | 6         | [ 51 ]        |                                                     | Semifinal                |
| 2015   | 1    | Damallsvenskan | 8         | [ 52 ]        |                                                     | Semifinal                |
| 2016   | 1    | Damallsvenskan | 11        | [ 53 ]        | Nedflyttad till Elitettan 2017                      | Kvartsfinal              |
| 2017   | 2    | Elitettan      | 6         | [ 54 ]        |                                                     | Kvalomgång 2             |
| 2018   | 2    | Elitettan      | 10        | [ 55 ]        |                                                     | Kvalomgång 3             |
| 2019   | 2    | Elitettan      | 1         | [ 56 ] [ 57 ] | Uppflyttad till Damallsvenskan 2020                 | Kvalomgång 3             |
| 2020   | 1    | Damallsvenskan | 11        | [ 58 ] [ 59 ] | Nedflyttad till Elitettan 2021                      | Inställt (vid gruppspel) |
| 2021   | 2    | Elitettan      | 1         | [ 60 ] [ 61 ] | Uppflyttad till Damallsvenskan 2022                 | Semifinal                |
| 2022   | 1    | Damallsvenskan | 13        | [ 62 ] [ 63 ] | Nedflyttad till Elitettan 2023                      | Gruppspel, plats 2       |
| 2023   | 2    | Elitettan      | 6         | [ 64 ]        |                                                     | Gruppspel, plats 4       |
| 2024   | 2    | Elitettan      | 3         | [ 65 ]        | Kvalspel till Damallsvenskan 2025, förlust mot AIK. | Gruppspel, plats 2       |
| 2025   | 2    | Elitettan      |           | [ 66 ]        |                                                     |                          |

## Europaturneringsspel
Efter Umeå IK:s första SM-titel år 2000 kunde klubben stå som ensam svensk deltagare i Europas första officiella fotbollscup för klubbar på damsidan, Uefa Women's Cup. Umeå IK fick kvalificera sig genom gruppspel, och samtliga matcher i Umeå IK:s grupp (Grupp 3) spelades på Gammliavallen i Umeå. Premiärmatchen mot AC Sparta Prags damer den 3 oktober 2001 vanns med 1–0 (målskytt Anna Sjöström) inför 1 486 åskådare. När turneringen denna säsong var till ända hade Umeå IK stått som en av finalisterna. Totalt nio turneringar har klubben deltagit i, med ytterligare fyra finalplatser – varav två raka titlar (2003 och 2004), de enda för svensk del – och har i övrigt nått slutspel i alla sina turneringar utom den senaste (2010/2011).
Nedan följer en sammanställning över Umeå IK:s Europa-matcher:
| Turnering        | Säsong  | Omgång                      | Klubb                 | Hemma | Borta      | Totalt           | Publik                        |
| ---------------- | ------- | --------------------------- | --------------------- | ----- | ---------- | ---------------- | ----------------------------- |
| Uefa Women's Cup | 2001/02 | Grupp 3 (plats 1)           | Sparta Prag           | 1–0   |            | ...              | 1 486 (H)                     |
| Uefa Women's Cup | 2001/02 | Grupp 3 (plats 1)           | Grand Hotel Varna     | 3–0   |            | ...              | 976 (H)                       |
| Uefa Women's Cup | 2001/02 | Grupp 3 (plats 1)           | Femina Budapest       | 6–0   |            | ...              | 1 114 (H)                     |
| Uefa Women's Cup | 2001/02 | Kvartsfinal                 | Ryazan                | 4–1   | 3–1        | 7–2              | 1 957 (H), 100 (B)            |
| Uefa Women's Cup | 2001/02 | Semifinal                   | HJK Helsingfors       | 3–1   | 1–0        | 4–1              | 5 722 (H), 930 (B)            |
| Uefa Women's Cup | 2001/02 | Final                       | Frankfurt             |       | 2–0        | Ingen returmatch | 12 106 (B)                    |
| Uefa Women's Cup | 2002/03 | Grupp 1 (plats 1)           | KÍ Klaksvík           | 7–0   |            | ...              |                               |
| Uefa Women's Cup | 2002/03 | Grupp 1 (plats 1)           | Visa Tallinn          | 4–0   |            | ...              |                               |
| Uefa Women's Cup | 2002/03 | Grupp 1 (plats 1)           | Sparta Prag           | 6–1   |            | ...              |                               |
| Uefa Women's Cup | 2002/03 | Kvartsfinal                 | Toulouse              | 2–0   | 0–0        | 2–0              |                               |
| Uefa Women's Cup | 2002/03 | Semifinal                   | Frankfurt             | 1–1   | 1–1        | 2–2 (7–6 (str.)  | 3 389 (H), 4 200 (B)          |
| Uefa Women's Cup | 2002/03 | Final                       | Fortuna Hjørring      | 4–1   | 3–0        | 7–1              | 7 648 (H), 2 119 (B)          |
| Uefa Women's Cup | 2003/04 | Grupp B3 (plats 1)          | Newtownabbey Strikers | 14–0  |            | ...              |                               |
| Uefa Women's Cup | 2003/04 | Grupp B3 (plats 1)          | Clujana Cluj-Napoca   | 6–0   |            | ...              |                               |
| Uefa Women's Cup | 2003/04 | Grupp B3 (plats 1)          | Slavia Prag           | 2–1   |            | ...              |                               |
| Uefa Women's Cup | 2003/04 | Kvartsfinal                 | Energy Voronezh       | 2–1   | 2–1        | 4–2              |                               |
| Uefa Women's Cup | 2003/04 | Semifinal                   | Brøndby IF            | 1–0   | 3–2        | 4–2              |                               |
| Uefa Women's Cup | 2003/04 | Final                       | Frankfurt             | 3–0   | 5–0        | 8–0              | 5 409 (H, Råsunda), 9 500 (B) |
| Uefa Women's Cup | 2004/05 | Grupp B1 (plats 1)          | Novo Mesto            | 7–1   |            | ...              |                               |
| Uefa Women's Cup | 2004/05 | Grupp B1 (plats 1)          | Bobruichanka          | 5–1   |            | ...              |                               |
| Uefa Women's Cup | 2004/05 | Grupp B1 (plats 1)          | Mašinac Niš           | 8–0   |            | ...              |                               |
| Uefa Women's Cup | 2004/05 | Kvartsfinal                 | Djurgården/Älvsjö     | 0–1   | 1–2        | 1–3              |                               |
| Uefa Women's Cup | 2006/07 | Grupp B2 (plats 1)          | Lehenda-Tjernihiv     | 2–0   |            | ...              |                               |
| Uefa Women's Cup | 2006/07 | Grupp B2 (plats 1)          | Espanyol              | 3–0   |            | ...              |                               |
| Uefa Women's Cup | 2006/07 | Grupp B2 (plats 1)          | Kolbotn IL            |       | 2–1        | ...              |                               |
| Uefa Women's Cup | 2006/07 | Kvartsfinal                 | Saestum               | 5–2   | 6–1        | 11–3             | 2 052 (H), 1 129 (B)          |
| Uefa Women's Cup | 2006/07 | Semifinal                   | Kolbotn IL            | 6–0   | 5–1        | 11–1             | 732 (H), 762 (B)              |
| Uefa Women's Cup | 2006/07 | Final                       | Arsenal               | 0–1   | 0–0        | 0–1              | 6 265 (H), 3 467 (B)          |
| Uefa Women's Cup | 2007/08 | Grupp B2 (plats 1)          | Clujana Cluj-Napoca   | 3–1   |            | ...              |                               |
| Uefa Women's Cup | 2007/08 | Grupp B2 (plats 1)          | Universitet Vitsebsk  | 2–0   |            | ...              |                               |
| Uefa Women's Cup | 2007/08 | Grupp B2 (plats 1)          | Rossijanka            |       | 2–2        | ...              |                               |
| Uefa Women's Cup | 2007/08 | Kvartsfinal                 | Rapide Wezemaal       | 4–0   | 6–0        | 10–0             | 423 (H), 2 600 (B)            |
| Uefa Women's Cup | 2007/08 | Semifinal                   | Lyon                  | 0–0   | 1–1        | 1–1 (BM)         | 732 (H), 762 (B)              |
| Uefa Women's Cup | 2007/08 | Final                       | Frankfurt             | 1–1   | 2–3        | 3–4              | 4 128 (H), 27 640 (B)         |
| Uefa Women's Cup | 2008/09 | Grupp B2 (plats 1)          | Valur                 | 5–1   |            | ...              |                               |
| Uefa Women's Cup | 2008/09 | Grupp B2 (plats 1)          | Alma                  | 6–0   |            | ...              |                               |
| Uefa Women's Cup | 2008/09 | Grupp B2 (plats 1)          | Bardolino             |       | 4–0 (Umeå) | ...              |                               |
| Uefa Women's Cup | 2008/09 | Kvartsfinal                 | Arsenal               | 6–0   | 2–3        | 8–3              | 2 493 (H), 454 (B)            |
| Uefa Women's Cup | 2008/09 | Semifinal                   | Zvezda Perm           | 2–2   | 0–2        | 2–4              | 475 (H), 600 (B)              |
| Champions League | 2009/10 | (UIK direkt till slutspel)  |                       |       |            |                  |                               |
| Champions League | 2009/10 | Sextondelssfinal            | Zhilstroy Charkiv     | 6–0   | 5–0        | 11–0             |                               |
| Champions League | 2009/10 | Åttondelsfinal              | Rossijanka            | 1–1   | 1–0        | 2–1              |                               |
| Champions League | 2009/10 | Kvartsfinal                 | Montpellier           | 0–0   | 2–2        | 2–2 (BM)         | 836 (H), 5 020 (B)            |
| Champions League | 2009/10 | Semifinal                   | Lyon                  | 0–0   | 2–3        | 2–3              | 1 526 (H), 4 636 (B)          |
| Champions League | 2010/11 | Grupp 3 (plats 2, utslaget) | Tel Aviv University   | 3–0   |            |                  |                               |
| Champions League | 2010/11 | Grupp 3 (plats 2, utslaget) | Apollon Limassol      | 1–4   |            |                  |                               |
| Champions League | 2010/11 | Grupp 3 (plats 2, utslaget) | SFK Sarajevo          |       | 0–1        |                  |                               |

## Färger
Umeå IK FF spelar i gula och svarta trikåer.
| Umeå IK | Umeå IK |

### Dräktsponsor
???? – Hummel
 ???? – Puma

### Trikåer
| Hemmaställ | Hemmaställ | Hemmaställ | Hemmaställ | Hemmaställ |

## Profiler (i urval)
- Hanna Marklund (Mittback som vunnit diamantbollen som Sveriges bästa fotbollsspelare)
- Hanna Ljungberg (slutat, klubbens mesta målskytt och spelade flest landskamper av Umeå IK:s spelare[69])
- Marta (spelar sedan 2017 i Orlando Pride)
- Malin Moström (slutat)
- Tina Nordlund (slutat, men återkom som assisterande tränare i januari 2010)
- Anna Sjöström (slutat)
- Karolina Westberg (slutat; flest allsvenska matcher, 287 st, med Umeå IK 2005–2009[69])
- Frida Östberg (slutat, gjorde comeback våren 2010[70], numera expertkommentator)
- Ramona Bachmann (bytte klubb till säsongen 2010, gjorde dock comeback under 2011)
- Lisa Dahlkvist (bytte klubb till säsongen 2010)
- Emma Berglund (2006–2014, bytte klubb till FC Rosengård)
- Emmelie Konradsson (2007–2014, slutade spela på grund av jobb)

## Spelartrupp
Senast uppdaterad den 27 januari 2022.
| Nummer      | Land        | Spelare               | Födelsedatum     | Kom från          | Moderklubb                 |           |
| Målvakter   | Målvakter   | Målvakter             | Målvakter        | Målvakter         | Målvakter                  | Målvakter |
| ----------- | ----------- | --------------------- | ---------------- | ----------------- | -------------------------- | --------- |
| 1           | Sverige     | Agnes Granberg        | 3 mars 1999      | Team TG FF        | Röbäcks IF                 |           |
| 21          | Nya Zeeland | Erin Nayler           | 17 april 1992    | Reading           | Westlake Girls High School |           |
| Försvarare  |             |                       |                  |                   |                            |           |
| 3           | Sverige     | Blossom Davis         | 20 juli 2003     | Umeå IK U         | Älandsbro AIK              |           |
| 4           | Sverige     | Tilde Johansson       | 20 augusti 2002  | Umeå IK U         | Betsele IF                 |           |
| 5           | Sverige     | Wilma Carlsson        | 18 juli 2000     | Umeå IK U         | Furunäs/Bullmarks IK       |           |
| 7           | Sverige     | Lisa Dahlkvist        | 6 februari 1987  | Eskilstuna United | Adolfsbergs IK             |           |
| 13          | Finland     | Anni Miettunen        | 19 oktober 1997  | Åland United      | ONS                        |           |
| 19          | Sverige     | Elvira Fjällström     | 26 april 2000    | Umeå IK U         | Betsele IF                 |           |
| -           | Finland     | Emma Santamäki        | 16 mars 1997     | AIK               | VG-62                      |           |
| Mittfältare |             |                       |                  |                   |                            |           |
| 5           | Mexiko      | Briana Campos         | 3 februari 1994  | Vittsjö GIK       | Colorado Rush              |           |
| 7           | Sverige     | Alice Lindgren        | 12 juni 2004     | Umeå IK U         | Stämningsgården IK         |           |
| 9           | Sverige     | Sarah Mellouk         | 21 augusti 1998  | Jitex BK          | FC Rosengård               |           |
| 15          | Sverige     | Olivia Holm           | 18 juli 1996     | Morön BK          | Burträsk FF                |           |
| 17          | Finland     | Vilma Koivisto        | 21 november 2002 | Piteå IF          | RoPS                       |           |
| 23          | Sverige     | Emma Åberg Zingmark   | 22 januari 1991  | Mariehem SK       | Ersboda SK                 |           |
| Anfallare   |             |                       |                  |                   |                            |           |
| 10          | Sverige     | Tuva Skoog            | 25 mars 2005     | Morön BK          | Morön BK                   |           |
| 11          | Sverige     | Monica Jusu Bah       | 16 maj 2003      | Umeå IK U         | Mariehem SK                |           |
| 14          | Finland     | Katariina Kosola      | 24 februari 2001 | HJK               | HJS                        |           |
| 16          | Sverige     | Lisa Björk            | 11 juni 2004     | Umeå IK U         | Umedalens IF               |           |
| 24          | Finland     | Henna-Riikka Honkanen | 18 juni 1994     | JyPK              | Klubi-36                   |           |

## Tränare
- Maria Bergkvist
- Samuel Fagerholm, sedan november 2020.[71]